# Бібігуль Актан Суюншаліна
Бібігуль Актан Суюншаліна (каз. Бібігүл Ақтаң Сүйіншаліна, нар. 4 липня 1991, Алма-Ата, Казахстан) — російська акторка казахського походження. Колишня модель.

## Життєпис
Суюншаліна Бібігуль народилася 4 липня 1991 року в Казахстані, у родині відомого казахського продюсера Актана Суюншаліна (каз. Ақтаң Сүйіншалін), який є особистим агентом дочки.
У 1992 році, коли Бібігуль було всього 9 місяців, її сім'я переїхала у Москву. В 7 років, вже як модель, брала участь в московських показах Ямомото.
У 2006 році як модель була запрошена працювати у Сінгапур, а після в Таїланд.

## Фільмографія
- 2007 — «Громови. Будинок надії» — Файко
- 2009 — «Червоний лед.Сага про Ханти» — Анна
- 2010 — «Трубадур» — Заріна
- 2010 — «Земський лікар» — Гюльчатай
- 2010 — «Астана-любов моя» — Маржан
- 2012 — «Піраньї» — японка Айко
- 2012 — «Віртуальна любов» — Еля
- 2012 — «Серце моє-Астана» — Дарина
- 2013 — «Джокер»
- 2013 — «Гейзер» — Анжела
- 2013 — «Паралельні світи» — сестра Віри
- 2013 — «Він і Вона» — камео
- 2014 — «Фейк: Бережи себе»
- 2014 — «Вижити Після» — Айжан
- 2015 — «Нічого особистого» — Динара Еріківна
- 2016 — «Вижити Після» — Айжан
- 2016 — «Першокурсниця» — Сітора
- 2016 — «Старша дружина» — Гуля, няня
- 2016 — «Остання пелюстка» — Рахімова Гульбутта Шаріфовна